# 赛勒斯·弗里施
赛勒斯·弗里施（Cyrus Frisch）（1969年生于阿姆斯特丹）是荷蘭一位前衛電影導演。 電影雜誌Filmmaker 稱他為荷蘭電影的壞孩子。根據Holland Film 所說，弗里施是荷蘭現時最大膽的電影人之一。
他的處女作 Forgive me（《不好意思》，也譯作《原諒我》）是一部電視真人秀的文化批評。2001年該片在鹿特丹國際影展首映，將他定名為爭議性電影人。弗里施親身上陣，扮演一個無視道德界限，為求製作出一部最刺激電影而無所不用的殘忍導演。他找來一群被社會拋棄的人和精神病患者來拍攝。
弗里施是首位使用手提電話拍攝虛構電影的導演。所拍成的作品Why Didn't Anybody Tell Me It Would Become This Bad in Afghanistan （《為什麼沒人告訴我阿富汗的事情會變得這麼糟》在多個重要影展公映，包括2007年鹿特丹國際影展，同年的翠貝卡電影節、三藩市國際電影節、佩紮羅電影節及其他。 根據荷蘭報章Trouw，正如60年代羅蘭·波蘭斯基在《冷血驚魂》（亦譯作《厭惡》 / 《反撥》 / 《排斥》）中一樣，弗里施精確地把握了當代西方社會的瘋癲(31-05-2007)。在《電影評論雜誌》（Film Comment Magazine ）(March–April 2010)中，Olaf Muller 認為弗里施的作品“表現了我們作為文明人的昏沉呆滯”。《衛報》說弗里施以處理艱澀主題在荷蘭聞名 (4 February2007). 1992年在荷蘭電影學院畢業後，他獲得荷蘭最著名獎項之一Grolsh Award提名。
2009年弗里施完成了拍攝歷時15年，與荷蘭著名女演員Georgina Verbaan和Rutger Hauer主演的《目眩神迷》（Dazzle (aka Oogverblindend)。Eric Kohn 在IndieWIRE中形容《目眩神迷》是一次超級酷的影像挑戰，像帶著Chris Maker日記體電影美學的《冷血驚魂》。翠貝卡電影節目錄中說弗里施創造了他獨特的社會參與式電影體會。該片被認為是Hauer在荷蘭的首部電影。
赛勒斯·弗里施也是一位劇作家。Gharb, “一部短小尖銳衝擊的劇作” (《舞臺》The Stage， 15-10-2004) 已經於2004年以不同語言在荷蘭，法國，奧地利和英國演出。赛勒斯由此獲得外號“居魯士大帝”。
作品集：
- Dazzle (aka Oogverblindend) (2009)
- Blackwater Fever (feature film) (2008)
- Ellen ten Damme "Stay" (music video)
- Why Didn't Anybody Tell Me It Would Become This Bad in Afghanistan / Waarom heeft niemand mij verteld dat het zo erg zou worden in Afghanistan (feature film) (2007)
- Forgive Me (feature film) (2001)
- Geen titel (medium-length documentary film) (1996)
- I shall honour your life (short documentary film) (1996)
- Live Experimenteren (medium-length documentary film) (1995)
- Selfpity / Zelfbeklag (experimental film) (1993)
- Welcome 2（短片） (1992)
- Screentest（短片）(1992)
- Welcome 1（短片）(1991)
- De Kut van Maria（短片） (1990)